# بندیکت بوژوس
بندیکت بوژوس (انگلیسی: Benedict Bogeaus؛ ‏ ۴ مهٔ ۱۹۰۴ – ۲۳ اوت ۱۹۶۸) تهیه‌کننده فیلم اهل ایالات متحده آمریکا بود.
از فیلم‌هایی که وی در آن‌ها نقش داشته‌است، می‌توان به شب کریسمس، ماجرای ماکومبر، خاطرات یک خدمتکار و پل سن لوئیس ری اشاره نمود.